# Sotoserrano
Sotoserrano ist ein westspanischer Ort und eine Gemeinde (municipio) mit 513 Einwohnern (Stand: 2024) in der Provinz Salamanca in der Autonomen Gemeinschaft Kastilien-León.

## Lage und Klima
Der Ort Sotoserrano liegt etwa 2,5 km nördlich des Río Alagón in einem Naturpark (Parque natural de Las Batuecas - Sierra de Francia) in einer Höhe von gut 500 m. Bis nach Salamanca sind es ca. 90 km (Fahrtstrecke) in nordöstlicher Richtung; die sehenswerte Stadt Ciudad Rodrigo befindet sich etwa 66 km nordwestlich. Das Klima ist gemäßigt bis warm; Regen (ca. 470 mm/Jahr) fällt hauptsächlich im Winterhalbjahr.

## Bevölkerungsentwicklung
| Jahr      | 1857 | 1900 | 1950  | 2000 | 2021 |
| Einwohner | 857  | 833  | 1.210 | 737  | 553  |

Der Bevölkerungsrückgang seit den 1950er Jahren ist im Wesentlichen auf die Mechanisierung der Landwirtschaft, die Aufgabe von bäuerlichen Kleinbetrieben und den damit einhergehenden Verlust an Arbeitsplätzen zurückzuführen.

## Wirtschaft
Die Bevölkerung lebte jahrhundertelang als Selbstversorger von der Landwirtschaft (v. a. der Viehzucht); Sotoserrano gilt als Wiege des Jamón Ibérico. Auch Handwerk und Kleinhandel haben eine gewisse Rolle gespielt. Seit den 1960er Jahren werden leerstehende Häuser als Feriendomizile (casas rurales) vermietet.

## Geschichte
Am Ufer des Río Alagón wurden iberische Kleinfunde gemacht; man nimmt an, dass der Volksstamm der Vettonen hier siedelte. In römischer Zeit führte die „Silberstraße“ (Via de la Plata) durch das Gebiet; auf ihr drangen auch die Mauren im 8. Jahrhundert nach Norden vor. Nach der christlichen Rückeroberung (reconquista) gab König Alfons IX. von León das Gebiet von Soto de Francia im Jahr 1192 an die Kathedrale von Santiago de Compostela.

## Sehenswürdigkeiten

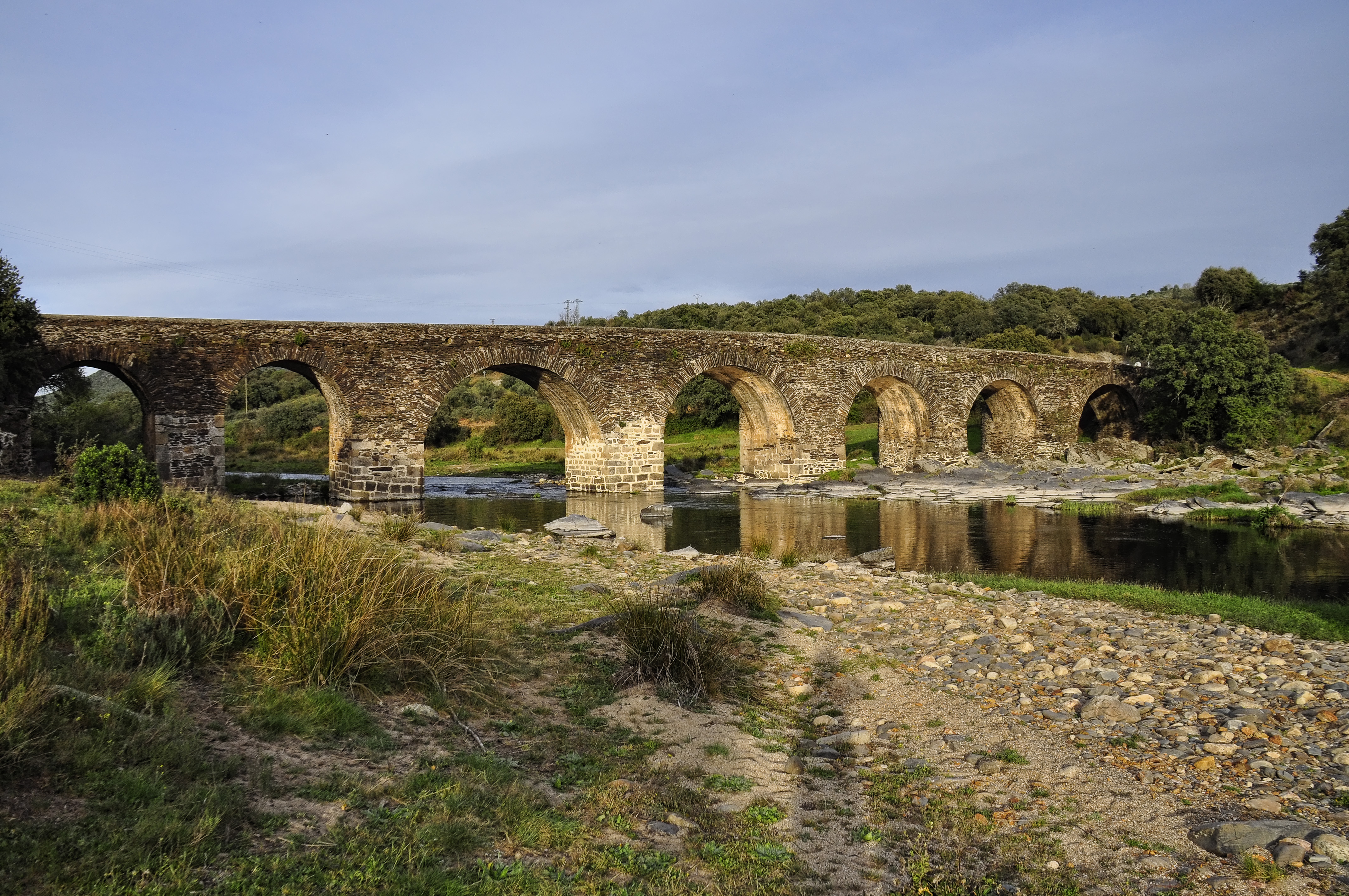
„Römerbrücke“ über den Río Alagón

- Das Ortszentrum mit seinen Stein- und Fachwerkhäusern macht einen schlichten, aber aufgeräumten und hübschen Eindruck. Die steinernen Türstürze einiger Häuser tragen kleine Wappenschilde.
- Ein öffentlicher Brunnen, der auch als Viehtränke (abrevadero) oder Waschplatz (lavadero) diente, stammt aus dem Jahr 1791.
- Die Pfarrkirche Señora de la Asunción ist ein dreischiffiger Bau des 16. Jahrhunderts. Der Innenraum mit seiner von äußerst schlanken Säulen getragenen Artesonado-Decke vermittelt beinahe den Eindruck einer Saalkirche. Das Altarretabel ist dem hl. Ramón Nonato geweiht.
- Vor der Kirche steht ein steinernes Santiago-Kreuz.

Umgebung
- Etwa drei Kilometer südöstlich des Ortes (40° 25′ 34″ N, 6° 0′ 54″ W) überquert eine wahrscheinlich mittelalterliche „Römerbrücke“ (puente romano) den Río Alagón.

## Feste
Über das Jahr verteilt gibt es mehrere – ursprünglich religiös motivierte – Festtage zu Ehren Christi, der Gottesmutter Maria und weiterer Heiliger; Schutzpatron des Ortes ist San Ramón Nonato, der Gründer des Mercedarier-Ordens.

## Galerie

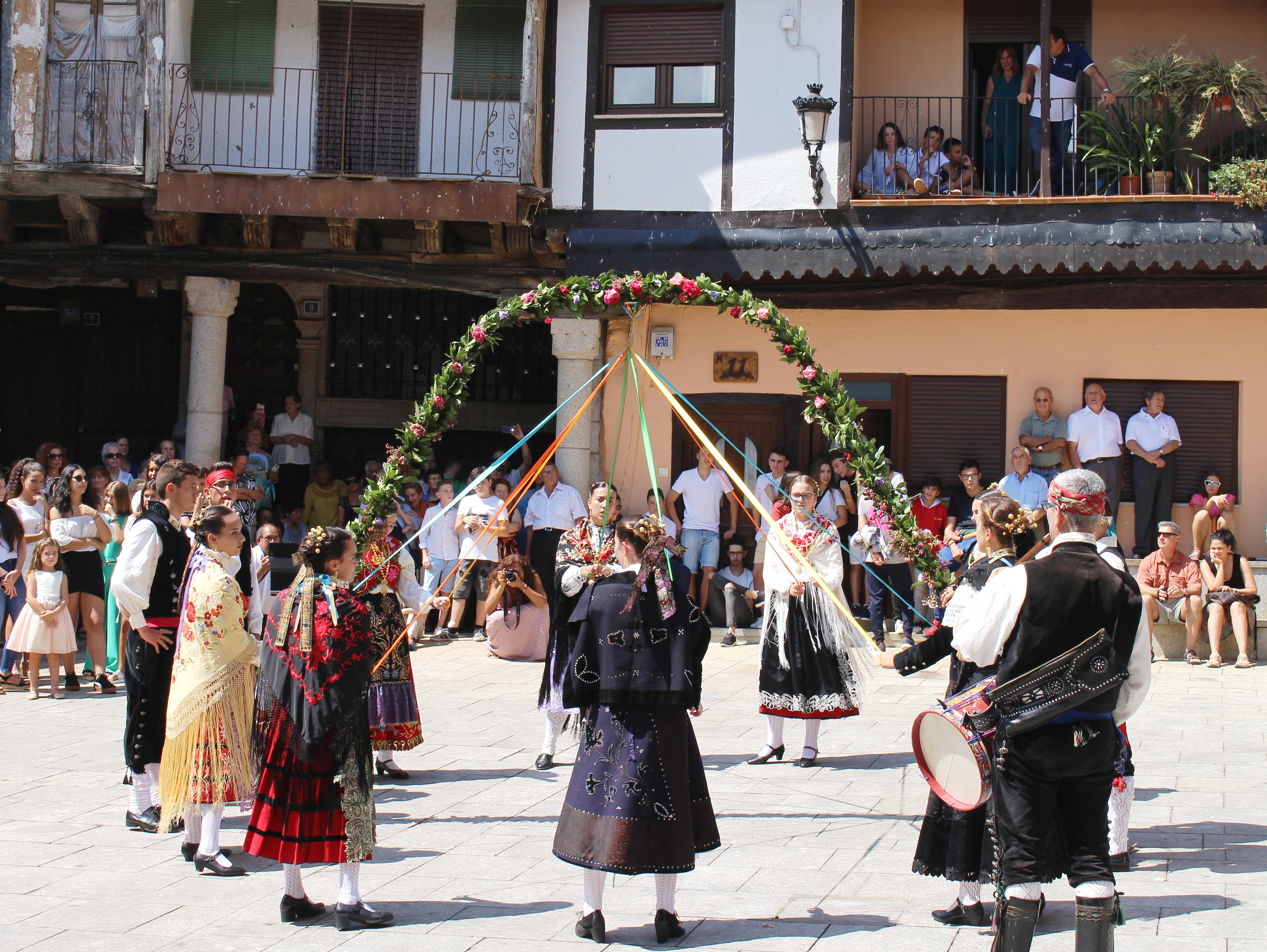
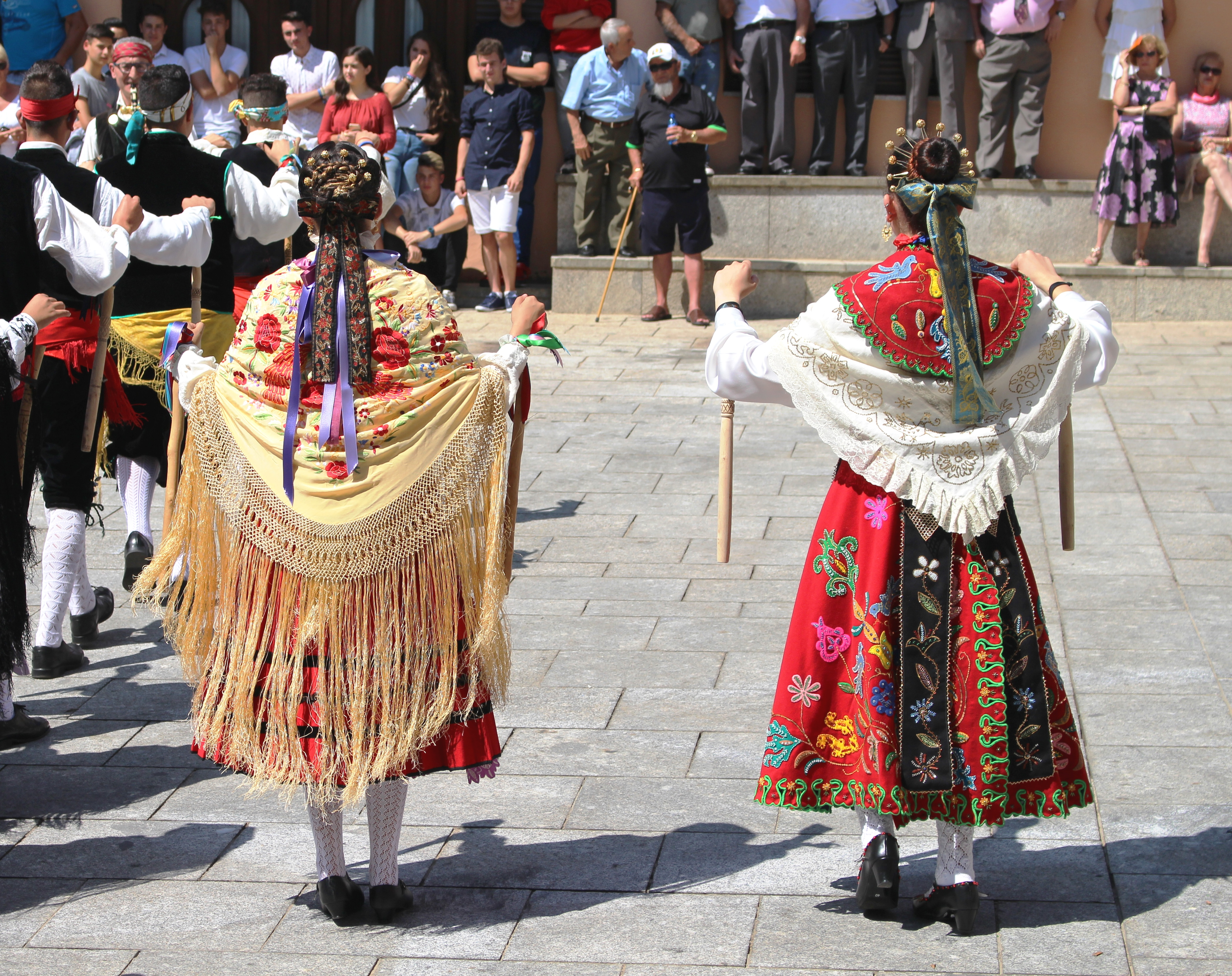
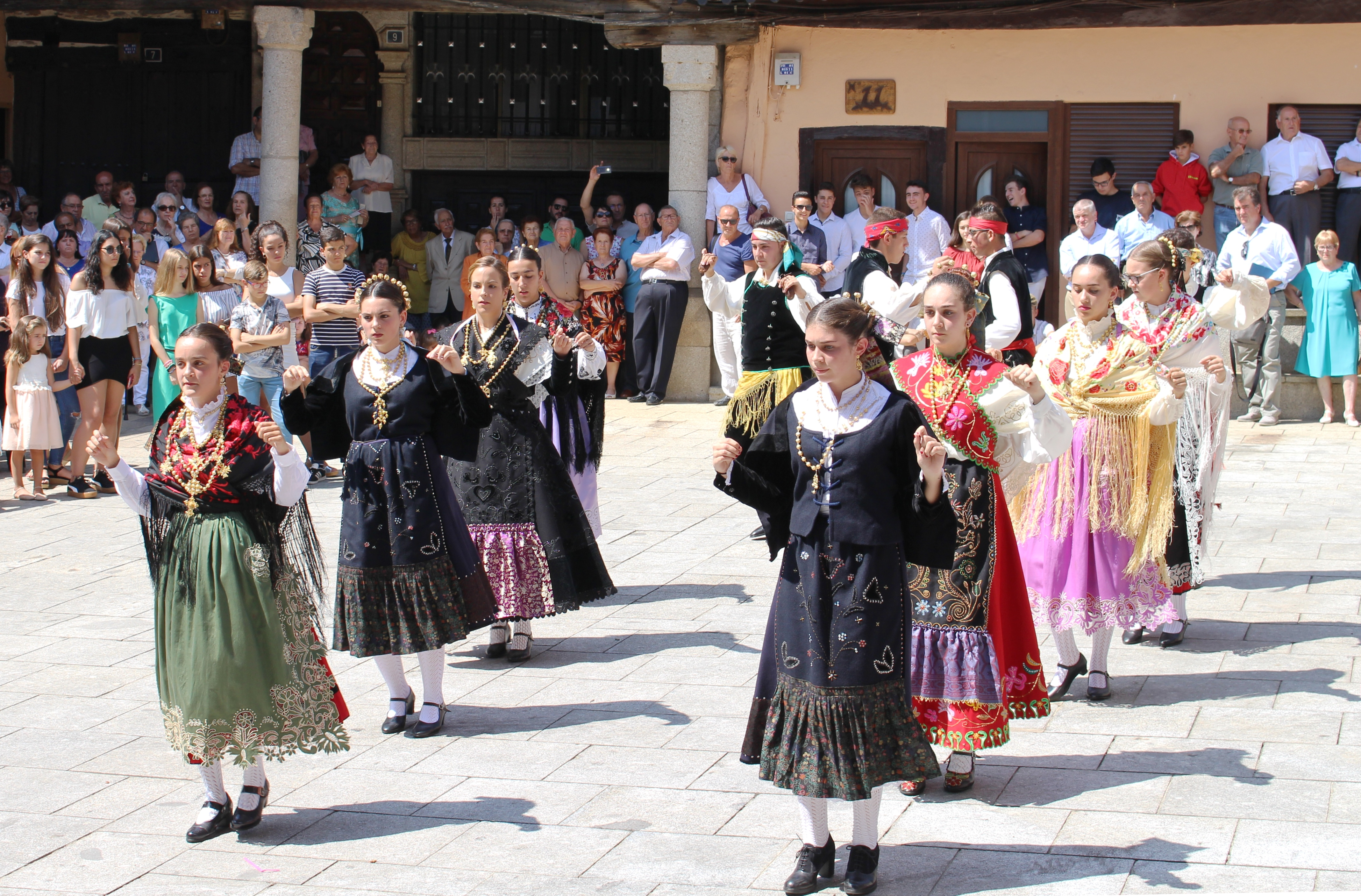